# عسل باقری
عسل باقری پژوهشگر نشانه شناسی و استاد دانشگاه رن فرانسه است.
عسل باقری متولد ایران است و دکتری زبانشناسی و نشانه‌شناسی را از دانشگاه سوربن فرانسه دریافت کرده‌است. او مدرس دانشگاه رن فرانسه و نویسنده مقالات متعددی دربارهٔ سینمای ایران در مجلات معتبر و نیز سخنران مدعو در این زمینه در دانشگاه‌ها و مراکز فرهنگی بوده‌است. او همچنین مطالعات تخصصی ویژه‌ای از منظر نشانه‌شناسی دربارهٔ چند تن از فیلمسازان زن ایران هم چون رخشان بنی اعتماد دارد.
عنوان تز دکتری وی «روابط زن و مرد در سینمای بعد از انقلاب ایران از دیدگاه نشانه شناسی» است.